# Wołodymyr Borodianski
Wołodymyr Wołodymyrowycz Borodianski,  ukr. Володимир Володимирович Бородянський (ur. 15 stycznia 1974 w Nowym Rozdole) – ukraiński menedżer branży medialnej, zarządzający STB i StarLightMedia, a także polityk, w latach 2019–2020 minister kultury, młodzieży i sportu w rządzie Ołeksija Honczaruka.

## Życiorys
Urodził się 15 stycznia 1974 w Nowym Rozdole. W 1997 ukończył studia z zakresu finansów na Kijowskim Narodowym Uniwersytecie Ekonomicznym. W następnym roku objął posadę dyrektora handlowego gazety „Moskowśkyj komsomołeć w Ukrajini”. Od 2000 był jednym z menedżerów Alfa-Banku. Cztery lata później został dyrektorem generalnym telewizji STB. W latach 2012–2018 kierował grupą medialną StarLightMedia.
W czerwcu 2019 został społecznym doradcą prezydenta Ukrainy Wołodymyra Zełeńskiego. 29 sierpnia tego samego roku objął urząd ministra kultury, młodzieży i sportu w rządzie Ołeksija Honczaruka. Zakończył urzędowanie wraz z całym gabinetem 4 marca 2020.
W styczniu 2020 prezydent mianował go przewodniczącym rady do spraw rozwoju kompleksu artystyczno-muzealnego „Mystećkyj Arsenał”.